# 한밭초등학교
한밭초등학교는 대한민국 대전광역시 서구 둔산동에 있는 초등학교다.

## 학교 연혁
- 1993년 3월 1일 한밭국민학교 개교(25학급)
- 1996년 3월 1일 한밭초등학교로 명칭 변경
- 2008년 2월 5일 화장실 현대화 사업 및 배관공사
- 2009년 12월 24일 잔디운동장 및 우레탄 공사
- 2010년 8월 28일 운동장 스탠드 차양막 공사
- 2012년 8월 10일 급식실, 다목적강당, 특별실 증축
- 2017년 8월 30일 교실 천정재 석면 철거, LED 조명 교체, 내진 보강, 운동장 우레탄 재시공
- 2018년 7월 30일 방송실현대화 사업, 도서실 환경개선 사업(2018.7.30.~2018. 8.30.)
- 2019년 7월 24일 학교울타리 교체, 운동장 스탠드 차양막 교체, 급식실 바닥 교체(2019.7.24.~2019. 8.21.)
- 2020년 3월 1일 체육관 건립 공사, 남문 교체(2020.3.1.~2021.2.28)
- 2021년 2월 9일 제28회 졸업식(졸업생 총수: 11,825명)
- 2021년 3월 1일 50학급 편성

## 참고 자료
- 한밭초등학교 - 한국교육학술정보원 학교알리미